# Niewystarczająca kara
Istnieją dwa osobne sposoby rozumienia niewystarczającej kary.
- W teorii warunkowania sprawczego jest to taka kara, która nie powstrzymuje przed reakcją, po której następuje. W tej teorii twierdzi się, że reakcje organizmu modelowane są poprzez konsekwencje, które te reakcje przynoszą. Reakcje, które są nagradzane, pojawiają się częściej, reakcje, które są karane, pojawiają się rzadziej. Niewystarczająca kara to taka kara, która nie powstrzymuje organizmu przed danym zachowaniem. Stosowanie takich kar w praktyce wychowawczej prowadzi do negatywnych konsekwencji: dzieci pod wpływem takich kar uczą się lekceważyć osoby karzące, uodparniają się na kary oraz zwiększa się atrakcyjność zachowań, z którymi związana jest niewystarczająca kara.

- W psychologii społecznej niewystarczająca kara to taka kara, która nie wystarcza jako zewnętrzne uzasadnienie własnego postępowania. Jeśli na przykład dziecku zakazuje się robienia czegoś pod groźbą słabej kary, to może ona być skuteczna - dziecko rzeczywiście przestaje pewne rzeczy robić. Jednak taka kara nie wystarcza jako zewnętrzne usprawiedliwienie własnego zachowania (tu: zaprzestania pewnych czynności). W takich warunkach dzieci motywowane są do stworzenia dodatkowego wewnętrznego uzasadnienia swojego postępowania - np. zaczynają uważać, że dane zachowanie rzeczywiście jest złe.

Badania psychologów sugerują w związku z tym, że stosowanie bardzo silnych kar powoduje, że dzieci mogą przestać postępować w pewien sposób, ale nie przestają wtedy lubić tych zachowań (nie zachodzi proces socjalizacji). Stosowanie zaś zbyt łagodnych kar powoduje, że dzieci zaczynają lubić zakazane zachowania, lekceważą osoby dorosłe i/lub uodparniają się na stosowanie kar.
Kara powinna być więc łagodna, tak aby nie stała się wystarczającym uzasadnieniem zewnętrznym, ale nie tak łagodna, aby dziecko ją zlekceważyło.